# Neus Mar
Neus Martínez i Agustí, coneguda amb el nom artístic de Neus Mar (Palafrugell, 1974) és una cantant i professora de música catalana. Als nou anys debuta en un concurs de cançó de les Festes de Primavera acompanyada pels Vampirs. El 22 de setembre de 1984 intervé al Teatre Victòria de Palafrugell, acompanyat pel músic Joan Xicoira a la Primera Expressió Menuda i Jove de la Costa Brava. L'any següent repeteix el concurs. Als 18 anys, entra al món de les orquestrines amb Tràiler, La Gramola i Casablanca, i també al de les cerimònies nupcials amb diversos pianistes
El 1996 guanya el tercer premi al concurs de cançó de Salitja. El 2004 fa incursions al jazz. L'any 2006 entra al món de les havaneres amb Càstor Pérez i Enric Canadà. El 2008 estrenen l'espectacle Essència de l'havanera, i el presenten a Cuba l'any següent. Càstor Pérez i Neus Mar formen també el grup Cubacant, que es va dissoldre l'any 2012. Neus Mar és impulsora de la cantada anual d'havaneres de la Marató de TV3 a Palafrugell i membre de Sonora Indiana i del seu propi grup d'havaneres. El 13 de desembre de 2015 rep el premi Palafrugellenc de l'Any. Ha actuat a la 49a i 51a cantada d'havaneres de Calella de Palafrugell.
El 2019 va presentar l'espectacle i disc Íntimament Llach, versionant cançons de Lluís Llach.

## Discografia
- Mirant el passat. Música melòdica